# هوغو رامة
هوغو رامة (بالإسبانية: Hugo Rama) هو لاعب كرة قدم إسباني في مركز الوسط، ولد في 22 نوفمبر 1996 في Sigüeiro ‏ في إسبانيا. لعب مع ديبورتيفو فابريل ونادي لوغو.

## وصلات خارجية
- هوغو رامة على موقع قاعدة بيانات كرة القدم.إي يو (الإنجليزية)
- هوغو رامة على موقع Soccerway.com (الإنجليزية)